# James C. McConville

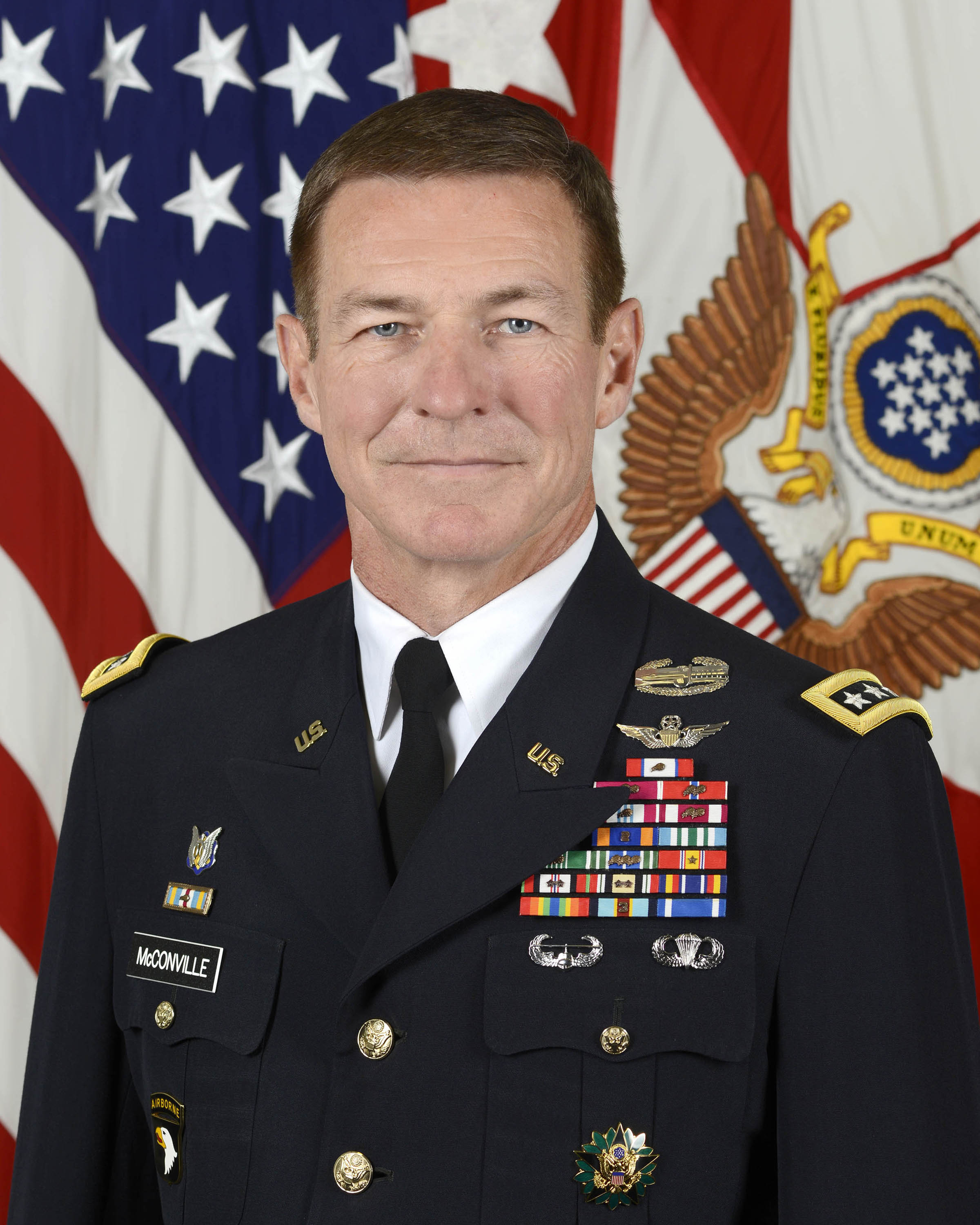
General James C. McConville (2017)

James Charles McConville (* 16. März 1959 in Quincy, Massachusetts) ist ein pensionierter US-amerikanischer General der US Army. Vor seinem Ruhestand war er der Chef des Generalstabes des Heeres (Chief of Staff of the Army).

## Leben
James Charles McConville absolvierte eine Offiziersausbildung an der US Military Academy in West Point und trat nach deren Abschluss mit einem Bachelor of Science (B.Sc.) 1981 als Leutnant der Infanterie in die US Army ein. Ein späteres postgraduales Studium der Luft- und Raumfahrttechnik am Georgia Institute of Technology schloss er mit einem Master of Science (M.Sc.) ab. Nach verschiedenen Verwendungen als Offizier und Stabsoffizier war er unter anderem Kommandeur der 2. Schwadron des 17. Kavallerieregiments (17th Cavalry Regiment), G3-Stabsoffizier der 101. Luftlandedivision (101st Airborne Division) sowie Leitender Verwaltungsoffizier beim Vize-Chef des Generalstabes des Heeres. Als Heeresflieger absolvierte er Ausbildungen auf den Kampfhubschraubern Bell OH-58, Boeing AH-64, Boeing AH-6 und Bell AH-1 und erwarb das Flugzeugführerabzeichen der US-Streitkräfte (Master Army Aviator Badge). 2002 besuchte er als National Security Fellow einen Studiengang an der Harvard University.
Während der Operation Iraqi Freedom im Irakkrieg war McConville zwischen 2004 und 2005 Kommandeur der zur 1. Panzerdivision (1st Armored Division), der „Old Ironsides“, gehörenden 4. Brigade. Im Zuge der Operation Enduring Freedom war er stellvertretender Kommandeur sowie Kommandeur der Combined Joint Task Force-101 sowie später Chef des Verbindungsbüros zur Legislative (Chief of Legislative Liaison) und damit zuständig für die Beziehungen zum US-Kongress. Im August 2011 wurde Generalmajor McConville als Nachfolger von Generalmajor John F. Campbell Kommandeur (Commanding General) der 101. Luftlande-/Luftangriffsdivision (101st Airborne Division (Air Assault)) und verblieb auf diesem Posten bis Juni 2014, woraufhin Generalmajor Gary J. Volesky seine Nachfolge antrat. Danach wurde er als Generalleutnant im Juni 2014 stellvertretender Chef des Generalstabes des Heeres für Personal (Deputy Chief of Staff (G1-Personnel)) und hatte diesen Posten bis zu seiner Ablösung durch Generalleutnant Thomas C. Seamands im Juni 2017 inne. Am 16. Juni 2017 löste General James C. McConville General Daniel B. Allyn als Vize-Chef des Generalstabes des Heeres (Vice Chief of Staff of the Army) ab. 
Am 9. August 2019 wurde General McConville der 40. Chef des Generalstabes des Heeres (Chief of Staff of the Army). Dies blieb er bis zum 4. August 2023.
Aus seiner Ehe mit Maria McConville gingen drei Kinder hervor.

## Auszeichnungen
Auswahl der Dekorationen, sortiert in Anlehnung an die Order of Precedence of Military Awards:
- Army Distinguished Service Medal (2×)
- Legion of Merit (3×)
- Bronze Star (3×)
- Defense Meritorious Service Medal (2×)
- Meritorious Service Medal (3×)
- Air Medal (2×)
- Joint Service Commendation Medal
- Army Commendation Medal (2×)
- Army Achievement Medal (4×)